# Jerome Bettis
Jerome Bettis (* 16. Februar 1972 in Detroit), Spitzname: The Bus, ist ein ehemaliger US-amerikanischer American-Football-Spieler auf der Position des Runningbacks. Er spielte für die Los Angeles/St. Louis Rams und die Pittsburgh Steelers in der National Football League (NFL).
Bettis ist Absolvent der University of Notre Dame in Indiana und ein ehemaliger Spieler der Notre Dame Fighting Irish. Er wurde 1993 von den Los Angeles Rams gedraftet, die 1995 nach St. Louis umzogen. Seit 1996 spielte er bei den Pittsburgh Steelers, die von Bill Cowher trainiert wurden. Er beendete 2006 mit einem 21:10-Triumph über die Seattle Seahawks im Super Bowl XL in seiner Heimatstadt Detroit seine Karriere. Während seiner aktiven Laufbahn erreichte Bettis in Regular Season-Spielen 15.111 Yards Raumgewinn und 94 Touchdowns (564 Punkte), davon 13.662 Yards und 91 Touchdowns aus Läufen, sowie 1449 Yards und drei Touchdowns durch gefangene Pässe, für seine Teams. In den Play-offs erreichte er neun Touchdowns – alle durch Läufe – und 731 Yards insgesamt, verteilt auf 674 Laufyards und 57 Yards durch Passfänge.
Er ist seit 2015 Mitglied in der Pro Football Hall of Fame.

## Privates
Jerome Bettis ist verheiratet und hat drei Kinder.
Bettis hatte 1993 das College, die Universität von Notre Dame, frühzeitig zugunsten seiner Profi-Karriere verlassen, ohne einen akademischen Abschluss zu erwerben. 2021 ging Bettis an die Universität von Notre Dame als Student zurück, um dort erfolgreich 2022 seinen Bachelor-Abschluss in Wirtschaftswissenschaften nachzuholen. Er erfüllte damit ein Versprechen, dass er 1993 gegenüber seinen Eltern gegeben hatte.